# Marin (Haute-Savoie)
Marin ist eine französische Gemeinde im Département Haute-Savoie in der Region Auvergne-Rhône-Alpes.

## Geographie
Marin liegt auf 583 m, vier Kilometer östlich der Stadt Thonon-les-Bains (Luftlinie). Das Dorf erstreckt sich im Chablais, an aussichtsreicher Lage östlich des Tals der Dranse, rund 200 m über dem Seespiegel des Genfersees.
Die Fläche des 5,57 km² großen Gemeindegebiets umfasst einen Abschnitt des zentralen Chablais. Die westliche Grenze verläuft mehr oder weniger entlang der unteren Dranse, die hier aus einer tiefen Schlucht in das Genferseebecken hinaustritt und mit einem großen Schwemmkegel in den See mündet. Von der Dranse erstreckt sich der Gemeindeboden ostwärts über den relativ sanft aber kontinuierlich ansteigenden Hang bis auf das anschließende Hochplateau. Mit 660 m wird auf dem Fond des Prés die höchste Erhebung von Marin erreicht.
Zu Marin gehören die Weilersiedlungen Sussinges (460 m), Moruel (520 m), Marinel (546 m) und Chullien (605 m), alle am aussichtsreichen Hang von Marin gelegen. Nachbargemeinden von Marin sind Publier im Norden, Champanges im Osten, Féternes und Armoy im Süden sowie Thonon-les-Bains im Westen.

## Geschichte
Der Ortsname Marin erscheint bereits im Jahre 516 als Marianum in den Urkunden. Er geht vermutlich auf den Personennamen Maro zurück und bedeutet somit bei den Leuten des Maro. Marin war bis 1973 eine selbständige politische Gemeinde, wurde dann aber mit Thonon-les-Bains fusioniert. Seit 1995 ist es wieder eine eigenständige Gemeinde.

## Bevölkerungsentwicklung
| Jahr                       | 1962 | 1968 | 1975 | 1982 | 1990 | 1999 |
| Einwohner                  | 762  | 933  | 1004 | 1196 | 1276 | 1285 |
| Quellen: Cassini und INSEE |      |      |      |      |      |      |

Mit 1921 Einwohnern (Stand 1. Januar 2022) gehört Marin zu den kleineren Gemeinden des Département Haute-Savoie. In den letzten Jahrzehnten wurde ein kontinuierliches Wachstum der Einwohnerzahl verzeichnet. Außerhalb des alten Dorfkerns entstanden vor allem aufgrund der schönen Wohnlage größere Einfamilienhausquartiere.

## Wirtschaft und Infrastruktur
Marin war bis weit ins 20. Jahrhundert hinein ein vorwiegend durch die Landwirtschaft geprägtes Dorf. Am Hang unterhalb von Marin wird Weinbau betrieben. Das Dorf liegt in der Weinbauregion Savoie. Weißweine aus der Rebsorte Altesse (lokal Roussette genannt) dürfen unter der geschützten Herkunftsbezeichnung Roussette de Savoie vermarktet werden. Für Weißweine anderer Rebsorten sowie Rotweine gilt die AOC Vin de Savoie.
Heute gibt es verschiedene Betriebe des lokalen Kleingewerbes. Zahlreiche Erwerbstätige sind Wegpendler, die in den größeren Ortschaften der Umgebung, vor allem in Thonon-les-Bains ihrer Arbeit nachgehen.
Die Ortschaft liegt abseits der größeren Durchgangsstraßen, ist aber von der N 5, die von Thonon-les-Bains nach Évian-les-Bains führt, leicht erreichbar. Weitere Straßenverbindungen bestehen mit Publier und Champanges.